# Депутаты Мажилиса Парламента Казахстана I созыва
Избраны на парламентских выборах 1995 года
1. Амергужин, Хамит Айдарулы
2. Амержанова, Айтжан Мухамединовна
3. Артыгалиев, Мади Адыевич
4. Артюшенко, Леонид Аркадьевич
5. Ахметов, Ашимжан Сулейменович
6. Ахметов, Мырзабек Смагулович
7. Ашляев, Серик Сопыжанович
8. Бакир, Абдижалел Кошкарович
9. Балапанов, Зейнелькабден Таукенович
10. Баталов, Анвар Касымович
11. Бекбосунов, Аргынбай
12. Бельгибаев, Есенбай Есенжолович
13. Богатырёв, Игорь Анатольевич
14. Бредихин, Сергей Николаевич
15. Булегенов, Ергали Булегенович
16. Веснин, Виктор Николаевич
17. Выскубов, Владимир Матвеевич
18. Головков, Михаил Николаевич
19. Громов, Валерий Леонидович
20. Джолдасбеков, Умирбек Арисланович
21. Егоров, Виктор Николаевич
22. Елекеев, Ирак Касымович
23. Ережепов, Кайролла Жеткизгенович
24. Жуйриктаева, Мария Беспаевна
25. Жумабекова, Рысты Маговьяновна
26. Жумагалиев, Атлаш Адильмуханович
27. Землянов, Валерьян Янович
28. Ильченко, Таисия Александровна
29. Кадырова, Зауре Жусуповна
30. Калиев, Наубат Калиевич
31. Каптиль, Николай Степанович
32. Кекилбаев, Абиш
33. Келемсеит, Ермек Абильмажинович
34. Кемел, Мырзагельды
35. Копберген, Абдиманап Бапанулы
36. Копей, Мухамбет Жуманазарулы
37. Котелин, Владимир Иванович
38. Куаныш, Толеген Шангитбайулы
39. Куанышбаева, Роза Сактагановна
40. Курмашев, Куаныш Курмашевич
41. Лаврентьев, Александр Иосифович
42. Лекер, Куандык Ахметулы
43. Меренков, Владимир Петрович
44. Молдахметов, Марат Турысбаевич
45. Муканов, Сериккали Кубашевич
46. Наурызбай, Жумагали Жукеевич
47. Нуркадилов, Заманбек Калабаевич
48. Омаров, Шарип Омарович
49. Осипов, Василий Иванович
50. Оспанов, Марат Турдыбекович
51. Пригодин, Виктор Иванович
52. Рамазанов, Аманбек Мырзахметович
53. Сабден, Оразалы Сабденович
54. Силкина, Татьяна Егоровна
55. Султанбаев, Кудайберген Тауекелович
56. Сытов, Юрий Николаевич
57. Третьяков, Валентин Александрович
58. Трошихин, Михаил Васильевич
59. Туребаев, Шахизат Хамитович
60. Турлыханов, Даулет Болатович
61. Турысов, Каратай
62. Унгарсынова, Фариза Унгарсыновна
63. Шварцкопф, Альберт Васильевич
64. Шер, Раиса Петровна
65. Шлычков, Валерий Иванович
66. Шокарев, Владимир Ильич
67. Щербинин, Николай Иванович
68. Ыскак, Аким Абдыхаймулы